# Kinakridon
Kinakridon är ett syntetiskt organiskt pigment, som utgör grundstruktur för gruppen kinakridonpigment. Det är också en organisk halvledare.

## Struktur
| Kinakridonisomerer   | Kinakridonisomerer |
| -------------------- | ------------------ |
| linjär trans-isomer  | linjär cis-isomer  |
| vinklad trans-isomer | vinklad cis-isomer |

Kinakridon är uppbyggt av fem sexsidiga ringar, där de två bredvid centrumringen är kväveheterocykler med var sin karbonylgrupp.
Om de två heterocykliska enheterna är vända åt samma håll kallas det cis-kinakridon, och är de vända åt olika håll heter det trans-kinakridon. Vidare kan både cis- och trans-kinakridon vara linjärt eller vinklat, vilket ger fyra olika kinakridon-isomerer. Dessa har man kunnat framställa sedan första halvan av 1900-talet.

## Pigment Violet 19

Linjärt transkinakridon,
C.I. Pigment Violet 19.

Linjärt transkinakridon (5,12-dihydrokino[2,3-b]akridin-7,14-dion) är den kinakridonisomer som fått störst betydelse. Den upptäcktes 1935 och har producerats som pigment sedan 1958. I Colour Index heter den Pigment Violet 19 (C.I. 73900 och C.I. 46500). PV19 är ett av de pigment som normalt ingår i färgtillverkarnas brytsystem för målarfärg.
PV19 har i lösningar utan kristallbildning en gul färg, men i kristallform färger mellan röd och lila.
Som kristall uppvisar PV19 polymorfi med fyra kända former, αI, αII, β och γ, varav de två senare är stabilast och mest använda. Dessa pigment har utmärkt ljusäkthet och är mycket tåliga mot påverkan av värme, väder och kemikalier.
I β-formen bildar kinakridonmolekylerna långa kedjor och pigmentet får en nyans som magenta. I γ-formen ses istället ett rutmönster och detta pigment är rött, ofta kallat kinakridonrött.